# Djéké Djéké
 Djéké Djéké è un comune del Ciad situato nel dipartimento di Grande Sido, provincia di Moyen-Chari.